# Hanna-Barbera
A Hanna-Barbera Productions, Inc. (más néven Hanna-Barbera Cartoons, Inc., és Hanna-Barbera Enterprises, Inc.), volt amerikai rajzfilm stúdió, mely a 20. század második felében uralta az észak-amerikai animációsfilm-piacot. A céget az MGM animációs rendezői, William Hanna és Joseph Barbera alapították. A filmstúdió több sikeres rajzfilmet is készített: Foxi Maxi, Frédi és Béni, avagy a két kőkorszaki szaki, Turpi úrfi, Tom és Jerry, A Jetson család, Jonny Quest, Scooby-Doo, Hupikék törpikék, Magilla Gorilla és Slapaj.

## Története
1939-ben a Metro-Goldwyn-Mayer rajzfilmstúdiójában az új-mexikói William Hanna és a New York-ban született Joseph Barbera létrehozta a Puss Gets the Boot-t, a Tom és Jerry legelső részét, mellyel hatalmas sikert arattak. 1944-ben Hanna, Barbera és az MGM egyik film rendezője, George Sidney megalapította a H-B Enterprises, Inc.-t, közben ők továbbra is dolgoztak az MGM-nél.
1957-ben az MGM animációs stúdiója bezárt, ezért a további meséket a Columbia Pictures stúdiójában forgatták. Az első nagy sikere a HB-nak a Foxi Maxi volt, mellyel 1960-ban Emmy-díjat nyert.
A Hanna–Barberának 1963-ig nem volt saját animációs stúdiója, majd 1963-ban Kaliforniában megépült a HB központja.
1980-ban a konkurens stúdiók, a Filmation és a Rankin/Bass több sikeres rajzfilmet is legyártott, miközben a HB visszaesett.
A Hanna-Barbera, hogy versenyképes maradjon, rajzfilmjeit már digitális tintával készítette 1980-ban. A HB versenyképes maradt és több sikeres mesét is létrehozott.
1991-ben a Turner Broadcasting System felvásárolta az animációs stúdiót. 1992-ben a HB stúdióját HB Productions Company-ra nevezték át, majd egy évvel később Hanna-Barbera Cartoons, Inc.-re. Ebben az évben indult a Cartoon Network, amely a Hanna-Barbera-rajzfilmek ismétléseivel kezdett sugározni. 1998-ban a HB stúdiója bezárt és a Warner Bros.-hoz került. 2001. március 22-én, mikor William Hanna meghalt torokrákban, egy korszak ért véget: a Hanna-Barbera stúdió egyesült a Warner Bros.-szal és a Cartoon Networkhöz kapcsolódó rajzfilmek a Cartoon Network Studios-ban készültek a továbbiakban. Joseph Barbera azonban 2006-ban újraalapította a céget a Warner Bros. Animation leányvállalata lett a H-B. Craig McCarken és Rob Renzetti lettek az új igazgatók, de új rajzfilmeket már nem gyárt a stúdió, csak a klasszikus rajzfilmeket, mint például Frédi és Béni, avagy a két kőkorszaki szaki, a Jetson család vagy a még mai napig óriási sikerrel futó Scooby-Doo új évadjait.
2021. április 8-án bejelentették, hogy a Cartoon Network Development Studios Europe európai rajzfilmstúdió új neve Hanna-Barbera Studios Europe lesz.

## Produkciók

### 1950-es évek
- The Ruff & Reddy Show (1957–1960, NBC)
- Foxi Maxi Show (1958–1962)
- The Quick Draw McGraw Show (1959–1963)

### 1960-as évek
- Frédi és Béni, avagy a két kőkorszaki szaki (1960–1966, ABC)
- Maci Laci (1961–1962)
- Turpi úrfi (1960–1961, ABC)
- The Hanna-Barbera New Cartoon Series (1962–1963)
- A Jetson család (1962–1963, ABC; 1985–1988)
- Magilla Gorilla (1963–1966)
- Peter Potamus (1964, ABC)
- Jonny Quest (1964-1965, ABC; 1986–1987)
- Hahó! Megjött Maci Laci! (1964)
- Atom Anti kalandjai (1965–1967, ABC)
- Frankenstein, Jr. and The Impossibles (1966–1968, CBS)
- Space Ghost and Dino Boy (1966–1968, CBS)
- Frédi, a csempész-rendész (1966)
- Laurel and Hardy (1966–1967, társprodukció a Larry Harmon Productions-szal és a Wolper Productions-szal)
- Birdman and the Galaxy Trio (1967–1968, NBC)
- The Herculoids (1967–1969, CBS)
- Fantasztikus Négyes (1967–1969, ABC)
- Abbott and Costello (1967–1968, társprodukció a RKO-Jomar Productions-szal)
- The Banana Splits Adventure Hour (1967–1970, NBC)
- Flúgos futam (1968–1969, CBS)
- Scooby-Doo, merre vagy? (1969–1971, CBS)
- Süsü keselyűk (1969–1971, CBS)
- Dili Dolly kalandjai (1969–1971, CBS)

### 1970-es évek
- Josie and the Pussycats (1970–1974, CBS)
- Harlem Globetrotters (1970–1972, CBS)
- Jaj, borzas brumi brancs! (1971–1974, CBS)
- The Funky Phantom (1971–1972, ABC)
- The Pebbles and Bamm-Bamm Show (1971–1972, CBS)
- Yogi's Ark Lark (1972)
- Wait till Your Father Gets Home (1972–1974)
- Super Friends (1973–1986, ABC)
- Malac a pácban (1973)
- Speed Buggy (1973–1974, ABC)
- The Addams Family (1973–1974, NBC)
- Hong Kong Phooey (1974–1975, ABC)
- These Are the Days (1974–1975, ABC)
- Valley of the Dinosaurs (1974–1975, CBS)
- Wheelie and the Chopper Bunch (1974–1975, NBC)
- Tom és Jerry új kalandjai (1975–1976, ABC)
- Jabberjaw (1976–1977, ABC)
- A Scooby-Doo-show (1976-1978, ABC)
- The Scooby-Doo/Dynomutt Hour (1976–1977, ABC)
- Barlangi kapitány és a tiniangyalok (1977–1980, ABC)
- Scooby-Doo Rajzfilmolimpia (1977–1979, ABC)
- Yogi's Space Race (1978–1979, NBC)
- Godzilla (1978–1980, NBC)
- The All-New Popeye Hour (1978–1983, CBS)
- The New Fred and Barney Show (1979–1980, NBC)

### 1980-as évek
- The Richie Rich/Scooby and Scrappy-Doo Show (1980–1982, ABC)
- Maci Laci első karácsonya (1980)
- Hupikék törpikék (1981–1989, NBC)
- Heidi's Song (1982)
- Shirt Tales (1982–1984, NBC)
- Szippancsok (1984–1988, NBC)
- Challenge of the GoBots (1984–1985)
- Maci Laci kincset keres (1985–1988)
- The Greatest Adventure: Stories from the Bible (1985–1990)
- Praclifalva lakói (1985-1986)
- Pufóka kalandjai (1985-1986)
- Slapaj (1986–1988, NBC)
- Frédi és Béni, avagy a kőkorszaki buli (1986–1988, ABC)
- Hanna-Barbera Superstars 10 (1987–1988)
- Maci Laci nagy szökése (1987)
- Scooby-Doo és a Boo bratyók (1987)
- A Flintstone család: Kőkorszakik az űrkorszakban (1987)
- Maci Laci mágikus repülése (1987)
- Turpi úrfi és a Beverly Hills-i macskák (1987)
- The Completely Mental Misadventures of Ed Grimley (1988–1989, NBC)
- Scooby-Doo és a vámpírok iskolája (1988)
- Judy Jetson és a Rockerek (1988)
- A jó, a rossz és a Foxi Maxi (1988)
- Maci Laci és az űrmedvék (1988)
- Fantastic Max (1988–1990, NBC)
- Scooby-Doo, a kölyökkutya (1988–1991, ABC)
- Scooby-Doo és a vonakodó farkasember (1989)
- Dini, a kis dinoszaurusz (1989-1990), CBS)

### 1990-es évek
- Jetson család: A film (1990)
- Don Kojot és Sancho Panda kalandjai (1990-1991, Syndicated)
- A bolygó kapitánya (1990–1996, TBS)
- Tom és Jerry gyerekshow (1990–1993, társprodukció a Turner Entertainment-tel és a Fox-szal)
- Bill and Ted's Excellent Adventures (1990–1991, társprodukció az Orion Entertainment-tel és a Nelson Entertainment-tel, CBS)
- A sötét víz kalózai (1991–1993, társprodukció a Turner Entertainment-tel, ABC)
- Volt egyszer egy erdő (1993)
- A Flintstone család: Subidubidú! (1993)
- Két buta kutya (1993–1995, TBS)
- Kandúr kommandó (1993–1995, TBS)
- Húsvéti Maci Laci (1994)
- Scooby-Doo és az arábiai lovagok (1994)
- Micsoda rajzfilm! (1995–1997, Cartoon Network)
- Vagány Johnny (1996–1997, Cartoon Network, TBS, TNT)
- Dexter laboratóriuma (1996–2001, társprodukció a Cartoon Network Studios-zal, Cartoon Network)
- Johnny Bravo (1997–2001, társprodukció a Cartoon Network Studios-zal, Cartoon Network)
- Boci és Pipi (1997–1999, társprodukció a Cartoon Network Studios-zal, Cartoon Network)
- Én vagyok Menyus (1997–1999, társprodukció a Cartoon Network Studios-zal, Cartoon Network)
- Pindur pandúrok (1998–2001, társprodukció a Cartoon Network Studios-zal, Cartoon Network)

## Fordítás
- Ez a szócikk részben vagy egészben  a   Hanna-Barbera című angol Wikipédia-szócikk fordításán alapul.  Az eredeti cikk szerkesztőit annak laptörténete sorolja fel. Ez a jelzés csupán a megfogalmazás eredetét és a szerzői jogokat jelzi, nem szolgál a cikkben szereplő információk forrásmegjelöléseként.
- Ez a szócikk részben vagy egészben  a   Hanna-Barbera című olasz Wikipédia-szócikk fordításán alapul.  Az eredeti cikk szerkesztőit annak laptörténete sorolja fel. Ez a jelzés csupán a megfogalmazás eredetét és a szerzői jogokat jelzi, nem szolgál a cikkben szereplő információk forrásmegjelöléseként.